# 雨过铺站
雨过铺站是位于云南省红河哈尼族彝族自治州蒙自市雨过铺街道的一个铁路车站，邮政编码661111。车站建于1918年，有蒙宝铁路、草官铁路经过该站，有联络线通往昆玉河铁路蒙自北站，现仅办理货运，不办理客运业务，车站及其上下行区间均未电气化。该站为准轨的昆玉河铁路与米轨的蒙宝铁路的换装站，有米轨到发线三条，准轨到发线三条，准轨与米轨换装线一对。车站距离蒙自站14公里，隶属昆明铁路局，是三等站。